# صفیه (عسلویه)
صفیه، روستایی در دهستان نایبند بخش چاه‌مبارک شهرستان عسلویه در استان بوشهر ایران است.

## جمعیت
بر پایه سرشماری عمومی نفوس و مسکن در سال ۱۳۹۵، جمعیت این روستا برابر با ۱۵۷ نفر (۳۳ خانوار) بوده‌است.